# Brevard College
Brevard College er en lille privat United Methodist Church College i Brevard, North Carolina. Skolen giver i øjeblikket Bachelor of Arts, Bachelor of Science og Bachelor of Music uddannelser. Skolen har ca. 650 studerende.